# Jessica Barden
Pour les articles homonymes, voir Barden.
Jessica Barden, née le 21 juillet 1992 à Northallerton (Royaume-Uni), est une actrice britannique.
Elle est principalement connue pour avoir interprété le rôle de Alyssa dans la série télévisée Netflix The End of the Fucking World.

## Biographie
Jessica Amy Barden est mariée à Max Winkler. Ils ont accueilli leur premier enfant, une fille prénommée Frankie, en 2021[réf. nécessaire].

## Filmographie

### Cinéma

#### Courts métrages
- 2014 : I Lay Me Down : Penny
- 2014 : The Dark : Daughter
- 2015 : The Earth Belongs to No One : Jessy - May
- 2015 : Straight Edge : Louisa
- 2016 : Sweet Maddie Stone : Maddie Stone
- 2019 : Under the Graveyard : Sharon Osbourne

#### Longs métrages
- 2007 : Mrs Ratcliffe's Revolution (en) : Mary Ratcliffe
- 2010 : Tamara Drewe de Stephen Frears : Jody Long
- 2011 : Hanna de Joe Wright : Sophie
- 2012 : Comedown : Kelly
- 2012 : In the Dark Half : Marie
- 2013 : Mindscape : Mousey
- 2014 : Lullaby : Meredith
- 2015 : Loin de la foule déchaînée de Thomas Vinterberg : Liddy
- 2015 : The Lobster de Yórgos Lánthimos : Nosebleed Woman
- 2017 : Habit : Lee
- 2018 : La Romantique désespérée (The New Romantic) : Blake
- 2019 : La Loi de la jungle (Jungleland) de Max Winkler : Sky / Mary McGinty
- 2020 : Holler : Ruth
- 2020 : Pink Skies Ahead : Winona

### Télévision

#### Téléfilms
- 2016 : Ellen : Ellen

#### Séries télévisées
- 1999 : Mes parents cosmiques (saison 1, épisode 03 : Le Rendez-vous) : fille dans l'école
- 2005 : No Angels (en) (saison 2, épisode 03) : Lucy
- 2006 : The Chase (en) (saison 1, épisode 02) : Amy
- 2007 - 2008 : Coronation Street (72 épisodes) : Kayleigh Morton
- 2011 : Comedy Showcase (en) (saison 3, épisode 01 : Chickens) : serveuse
- 2011 - 2013 : Chickens (en) (saison 1, épisode 01 à 04 : Pilot, Masculinity, Brown Water et Rebel Girl) : serveuse / Penny
- 2012 : Les Enquêtes de Vera (Vera) (saison 2, épisode 01 : La Position du fantôme) : Stella Macken
- 2013 : Coming Up (en) (saison 8, épisode 05 : Sammy's War) : Ruby
- 2015 : The Outcast (en) (mini-série) (saison 1, épisode 01 et 02): Kit Carmichael
- 2016 : Murder (en) (mini-série) (saison 1, épisode 03 : The Big Bang) : Jess
- 2016 : Penny Dreadful (6 épisodes) : Justine
- 2017 - 2019 : The End of the F***ing World (saisons 1 et 2) : Alyssa (16 épisodes)
- 2019 : Lambs of God (en) : Sœur Carla[1] (4 épisodes)
- 2020 : Better Things : Jessica
- 2020 : Urban Myths : Barbra Streisand (3 épisodes)
- 2021 : Son vrai visage : Jane (8 épisodes)
- 2023-2024 : American Horror Stories : Bestie (saison 3, épisode 1) ; Hailey Doherty (saison 3, épisode 8)
- 2023 : You and Me : Emma
- 2024 : Dune: Prophecy : Valya Harkonnen, jeune

### Vidéoclips
- 2019 : Maniac de Conan Gray